# أبريليفكا
أبريليفكا (بالروسية: Апрелевка) هي إحدى مدن روسيا في الكيان الفدرالي الروسي موسكو أوبلاست.